# Dab
Pour les articles homonymes et pour le sigle DAB, voir DAB.

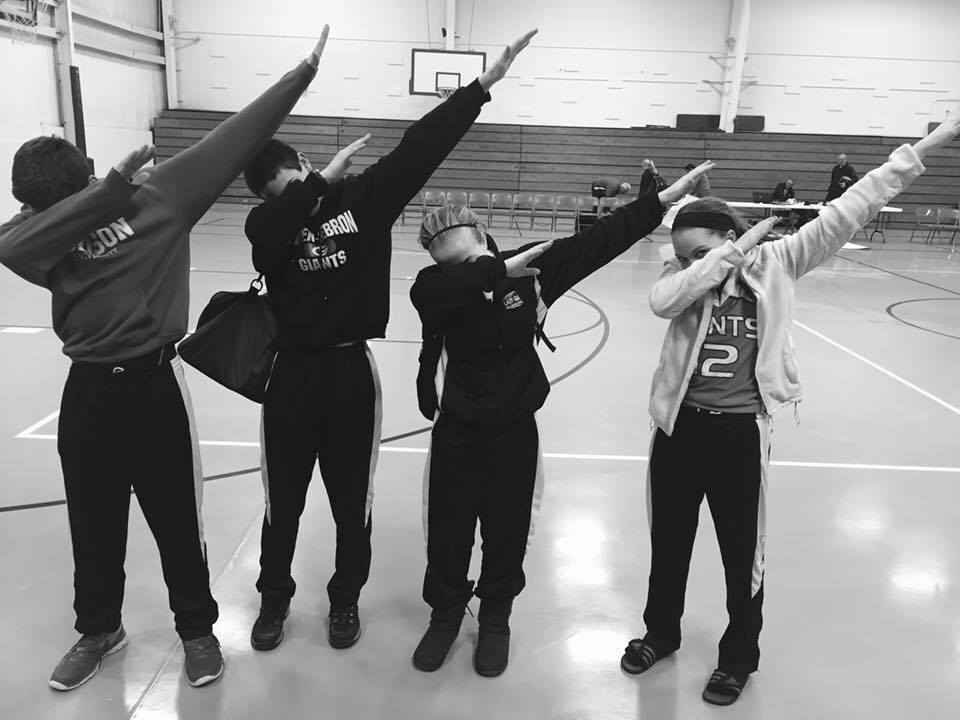
Un groupe d'adolescents effectuant le dab.

Le dab est un mouvement chorégraphique où le danseur place son visage dans le pli du coude, tout en pointant le ciel dans la direction opposée avec les deux bras parallèles. Ce mouvement a été popularisé par la musique hip-hop.

## Origines
Le dab a été popularisé par le joueur de basketball Dee Brown en 1991. En effet, ce joueur de l’équipe des Celtics de Boston réalisa le premier ce mouvement, appelé à l'époque le no look dunk lors du NBA Slam dunk contest de 1991.
Pourtant selon certains, les origines du dab se trouvent à Atlanta, scène du hip-hop. Dans le jeu vidéo Final Fantasy VII de 1997, le personnage de Barret effectue ce mouvement lors de certaines phases de combat. Les artistes initiateurs peuvent être Skippa Da Flippa, Peewee Longway (en) et Migos selon ce que rapporte le magazine Sports Illustrated.
Le dab a été popularisé grâce à certains sportifs qui « dabbaient » pour célébrer leurs victoires, en particulier Cam Newton, le quarterback des Carolina Panthers. Jeremy Hills reproduisit le mouvement lors de la première journée de NFL après son touchdown contre les Oakland Raiders. LeBron James y allait aussi de son « dabbing » à l'échauffement. En Europe, il fut popularisé par des footballeurs comme Romelu Lukaku, Jordon Ibe, Nathaniel Clyne ou Paul Pogba. La mode a dépassé les terrains de sport. Outre les stars de la musique comme Rihanna ou Kendrick Lamar, Tom Hanks s'est également fait filmer le nez dans le coude, mais aussi la candidate aux primaires démocrate Hillary Clinton ou encore Emmanuel Macron,,.

## Musiques
Le groupe Migos sort la musique Look At My Dab en décembre 2015
Les vidéastes Mcfly et Carlito ont fait une musique, intitulée j'effectue le dab. 